# Lockhartia hercodonta
Lockhartia hercodonta är en orkidéart som beskrevs av Heinrich Gustav Reichenbach och Friedrich Fritz Wilhelm Ludwig Kraenzlin. Lockhartia hercodonta ingår i släktet Lockhartia och familjen orkidéer. Inga underarter finns listade i Catalogue of Life.